# Barbe-Rouge (série télévisée d'animation, 1997)
Barbe-Rouge est une série télévisée d'animation française en 26 épisodes de 26 minutes, adaptée de la bande dessinée éponyme de Jean-Michel Charlier et Victor Hubinon, diffusée à partir du 9 juin 1997 sur Canal+.

## Synopsis
Cette série est une adaptation de la série de bande dessinée Barbe-Rouge créée par Jean-Michel Charlier et Victor Hubinon en 1959. Elle met en scène les aventures du pirate Barbe-Rouge au début du XVIIIe siècle.
La grande différence avec la bande dessinée vient du personnage féminin Constance de Breteuil (Solange dans la bande dessinée) qui devient un personnage récurrent et sympathique dans la série alors que c'est une comploteuse, ennemie de Barbe-Rouge, dans la version papier. Ce changement vient du fait que Canal + qui avait commandé la série trouvait qu'il manquait une femme dans l'équipe du pirate.
Le dernier épisode de la série est Les papillons noirs du Yang Tsé, où ces derniers apprennent la mort de Louis XIV. Ils sont désormais libres, une amnistie ayant été proclamée, et peuvent continuer tranquillement leurs aventures.

## Fiche technique
- Titre original : Barbe-Rouge
- Réalisation : Jean Cubaud
- Auteur BD : Jean-Michel Charlier, Victor Hubinon
- Scénaristes : Jean Cubaud
- Musiques : Paul Racer, Matt Son
- Origine :  France
- Maisons de production :Canal+, TF1, Radio Audizioni Italia, Medver, Victory Carrère.
- Titres :
  -   Captain Red Beard
  -  Kaptein Rødskjegg
  -  Barbarossa
  -  Κοκκινογένης Πειρατής
  -  Barba Roja
  -  Rudobrody
  -  Barv-Rous

## Voix françaises
- Bernard-Pierre Donnadieu : le capitaine Barbe-Rouge
- Annie Milon : Constance
- Patrick Mancini : Éric Lerouge
- Christophe Peyroux : Baba, la vigie des pirates
- Michel Castelain : Triple-Patte
- Antoine Tomé : l'Enclume

## Épisodes
1. Le Fils de Barbe-Rouge
2. Mademoiselle de Breteuil
3. Mort ou Vif
4. Le Trésor de Barbe-Rouge
5. Le Vaisseau fantôme
6. L'Île de l'homme mort
7. L'Or du pays Kouba
8. La Route des diamants
9. Terra Australis incognita
10. La Tiare d'Assurbanipal
11. Le Grand Crocodile blanc
12. L'Arbre à pain
13. Le Royaume de prêtre Jean
14. La Fiancée des mers du Sud
15. La Dame du Yucatan
16. Les Chiens de sang
17. Le Bal du Comte d'Orville
18. Un paradis terrestre
19. Le Défi au roi
20. Le Pirate sans visage
21. Codex cortesiano
22. Le Piège espagnol
23. Mission secrète
24. L'Enfant du nouveau monde
25. Nuits de Siam
26. Les Papillons noirs du Yang Tsé

## Produits dérivés
- 1998 : édition VHS par TF1 Vidéo.
- 1997 : éditions en DVD, en 7 volumes de l'intégrale des aventures (extrêmement rare)